# Ian Wilkinson
Ian Wilkinson, (Bristol, 14 d'abril de 1979) és un ciclista anglès, professional del 2009 al 2016. Ha combinat la carretera amb el ciclisme de muntanya.

## Palmarès en ciclisme de muntanya
- 2000
  -  Campió del Regne Unit sub-23 en Camp a través
- 2008
  -  Campió del Regne Unit en Marató

## Palmarès en ruta
- 2009
  - 1r a l'East Midlands International Cicle Classic
  - Vencedor d'una etapa al FBD Insurance Rás
- 2012
  - Vencedor d'una etapa al Tour de Normandia
- 2013
  - 1r al Rutland-Melton International CiCLE Classic
- 2014
  - 1r al Eddie Soens Memorial